# Молоді Всходи
Молоді Всхо́ди (рос. Молодые Всходы, ерз. Молодые Всходы) — присілок у складі Ромодановського району Мордовії, Росія. Входить до складу Липкинського сільського поселення.

## Населення
Населення — 1 особа (2010; 6 у 2002).
Національний склад (станом на 2002 рік):
- росіяни — 100 %